# Надолго ли?
«Надолго ли?» (англ. For Keeps?) — американский молодёжный фильм 1988 года.
Фильм с Молли Рингвальд и Рэнделлом Батинкоффом в роли Дарси и Стэна, двух любящих друг друга старшеклассников. Сложности наступают, когда Дарси беременеет незадолго до окончания школы и решает сохранить ребёнка. Этот фильм отмечают как последний из молодёжных фильмов Рингвальд и приводят его в качестве примера одной из наиболее зрелых ролей актрисы, особенно в сцене, где Дарси страдает от послеродовой депрессии после рождения ребёнка.

## Сюжет
В Кеноше, Висконсин, Дарси является редактором школьной газеты и её многолетний парень, Стэн, учатся на последнем году обучения в школе и уже приняты в хорошие колледжи; до поступления в колледж на журналистику Дарси собирается съездить в путешествие со своей матерью в Париж, тогда как Стэн собирается изучать архитектуру в калифорнийском технологическом институте. При помощи Лилы, лучшего друга Дарси (Шэрон Браун), парочка проводит совместные выходные, они спят вместе, и Дарси беременеет. Они объявляют об этой новости на День благодарения и ни мать Дарси, Донна, (Флинн), которую оставил муж и она одна воспитывала Дарси, ни родители-католики Стэна (Марс и Феррелл), не поддерживают молодых. Соответственно, они призывают пару сделать аборт или написать отказ от ребёнка для его последующего усыновления другими. Дарси планирует сделать аборт, но не идёт на это без одобрения Стэна.
На Рождество подростки объявляют о своих планах сохранить ребёнка, в результате чего у них рвутся отношения с родителями. Они снимают старую квартиру и женятся, чем вызывают восторг друзей. По совету своей наставницы Дарси бросает школу, но продолжает готовиться к выпускным экзаменам. Студенческий бал прерывается, когда у Дарси отходят воды. Хотя ребёнок Тея здорова, Дарси страдает от послеродовой депрессии, отказываясь даже подержать свою дочь. А Стэн пытается работать неполный рабочий день, чтобы оплачивать их счета. Лишь когда Дарси слышит приход незваного гостя (оказавшегося отцом Стэна), забирающего младенца, чтоб позаботиться о нём, молодая женщина выходит из своей депрессии.
Не говоря Дарси, Стэн жертвует университетской стипендией, так как у молодожёнов нет своего жилья. В то же время Стэн берёт вторую непосильную работу, но неоплаченные счета накапливаются и в результате супруги переезжают с Донной, которая разлучает Стэна и Дарси и Стэн начинает сильно пить. Местная сплетница Микаэла (Мишель Дауни) информирует Дарси об обмане со стипендией и привлекает лучшего друга Стэна, Криса (Джон Зэрчан), планируя убедить парня всё-таки согласиться отучиться в колледже. План предполагает уход Стэна и аннулирование брака. Стэн примиряется со своими родителями, но его сердце разбито из-за разлуки с Дарси.
Стэн приходит в вечернюю школу Дарси, чтобы сообщить ей о том, что он подал заявление от имени их обоих на получение стипендии в университете Висконсин-Мэдисон. Но Дарси уезжает с Крисом и Стэн пытается догнать их. Затем Дарси рассказывает матери о своей неуверенности и под её сильным влиянием та возвращается в пустую школу в поисках Стэна. Они находят друг друга и мирятся.

## В ролях
- Молли Рингуолд — Дарси
- Рэнделл Батинкофф — Стэн
- Кеннет Марс — Минир Бобруч
- Мириам Флинн — Донна Эллиот
- Поли Шор — Ретро
- Кончата Феррелл — Меврю Бобруч
- Шэрон Браун — Лила
- Джон Зэрчен — Крис
- Джанет Маклахлан — мисс Джайлс

## Съёмки фильма
Фильм показывает Кеноши, Висконсин, и частично снимался там же. Первоначальным местом съёмок был Виннипег, Манитоба, Канада.
У фильма было несколько рабочих названий, одним из которых было Maybe, Baby (под которым картина известна в одной из заморских территорий), и For Keeps?, пока не остановились на окончательном варианте.
Фильм отмечен дебютом Поли Шора, который снялся во второстепенной роли друга Стэна.
Музыкальное оформление фильма наподобие колыбельной версии песни «Be My Baby» исполнено композитором Элли Гринвич.